# Longkek
Longkek is een bestuurslaag in het regentschap Bangkalan van de provincie Oost-Java, Indonesië. Longkek telt 4735 inwoners (volkstelling 2010).